# Doc Fischer
Doc Fischer ist ein Gesundheitsmagazin des SWR Fernsehens. Es ist der Nachfolger des Gesundheitsmagazins Rundum gesund, das zuvor an gleichem Sendeplatz gelaufen war.

## Sendung
Moderiert wird die Sendung von der Ärztin Julia Fischer. In dem Magazin sind meist ein oder mehrere Ärzte oder auch andere Fachleute zu Gast, die ein bestimmtes Gesundheitsthema aus Sicht der medizinischen Praxis erläutern und über aktuelle Forschungsergebnisse informieren. Außerdem werden Reportagen über medizinische Themen gezeigt, die in Arztpraxen und Krankenhäusern gedreht werden und Interviews mit dem medizinischen Fachpersonal einschließen.

## Schwerpunktthemen
(Quelle:)

### Staffel 1
| Nr. (ges.) | Nr. (St.) | Themen | Erstausstrahlung |
| ---------- | --------- | --- | ---------------- |
| 1          | 1         | Schlaganfall – schnelle Diagnose kann überlebenswichtig sein / Sepsis – wenn ein kleiner Gartenunfall große Folgen hat / Fleisch – welches und wie viel ist gesund?                  | 10. Mai 2021     |
| 2          | 2         | Bluthochdruck – Volkskrankheit? / Allergietests – was bringen Produkte aus der Apotheke und dem Internet? / Zuckerkrank durch Corona – wenn das Virus die Bauchspeicheldrüse befällt | 17. Mai 2021     |
| 3          | 3         | Refluxkrankheit – wie man Sodbrennen und Co. behandeln oder verhindern kann / Kinesio-Tape – wie wirkt es wirklich?                                                                  | 31. Mai 2021     |
| 4          | 4         | Herzinfarkt und Schlaganfall – Ernährung mit Kohlenhydraten / Kreuzbandriss – wann man eine Operation vermeiden kann / Kontrastmittel – manche können schwerwiegende Folgen haben    | 7. Juni 2021     |
| 5          | 5         | Darmkrebs – Bessere Diagnostik dank Künstlicher Intelligenz | 14. Juni 2021    |
| 6          | 6         | Rückenleiden – ohne Operation behandeln? | 21. Juni 2021    |
| 7          | 7         | Hitzewellen und Epidemien – die Folgen des Klimawandels für unsere Gesundheit | 5. Juli 2021     |

### Staffel 2
| Nr. (ges.) | Nr. (St.) | Themen * | Erstausstrahlung  |
| ---------- | --------- | --- | ----------------- |
| 8          | 1         | CoVid-19-Auffrischimpfung / Schmerzmittel / Herzinsuffizienz / Sport in der Krebstherapie                                                   | 11. Oktober 2021  |
| 9          | 2         | Süßstoffe / Long COVID / Krampfadern / Fette                                                                                                | 18. Oktober 2021  |
| 10         | 3         | Parodontitis / Faszientraining / Brustkrebsvorsorge / COVID-19-Medikamente                                                                  | 25. Oktober 2021  |
| 11         | 4         | Focus Ärzteliste / Prehabilitation / Gicht / Opiate                                                                                         | 8. November 2021  |
| 12         | 5         | Bluttest für den Vitaminspiegel / Corona-Infektionszahlen und Weihnachtsmärkte / Schilddrüsenunterfunktion / Endometriose                   | 15. November 2021 |
| 13         | 6         | Kaltes Wasser fürs Immunsystem / Corona: 2G Plus / Migräne / Gefährliche Stürze                                                             | 22. November 2021 |
| 14         | 7         | Senföle gegen Erkältung und Infekte / Corona Antikörpertests, Omikron Variante / Therapie gegen chronische Schmerzen / Training für Gelenke | 29. November 2021 |
| 15         | 8         | Vitamine gegen Erkältung / Booster-Impfung gegen Corona / Schaltzentrale Darm / Depressionen durch Infektionen                              | 6. Dezember 2021  |